# Château de la Grande Riedera
Le château de la Grande Riedera est une maison forte situé dans le village d'Essert, sur le territoire de la commune fribourgeoise de Le Mouret, en Suisse.

## Histoire
C'est à la fin du XVIe siècle que le château de La Petite-Riedera est construit dans le village d'Essert. Par la suite, il est divisé en deux et un second manoir, appelé Grande-Riedera, est construit et achevé en 1639 pour le compte de la famille fribourgeoise de Gottrau. Il se compose alors d'une tour et de dépendances (chapelle, écurie, grenier et four) entourée d'un mur d'enceinte. 
Après deux rénovations mineures en 1890 et 1916, le château est transformé en 1937 par son nouveau propriétaire Georges Cailler, le fils du chocolatier Alexandre Cailler puis revendu en 1962 à Fritz Schürch, propriétaire des Fabriques de tabac réunies à Neuchâtel. Après de nouveaux travaux menés dès 1983, l'ensemble devient la propriété de la Fondation Monique Sophie Pobé Stöcklin, qui a créé une fondation chargée de la maintenance du château.
Le château est inscrit comme bien culturel d'importance régionale. 